# Otmarov
Otmarov település Csehországban, a Brno-vidéki járásban. Otmarov Brno, Rebešovice, Rajhradice, Sokolnice, Měnín és Telnice településekkel határos. Lakosainak száma 392 fő (2024. január 1.).

## Népesség
A település lakosságának változását az alábbi diagram mutatja:
| Lakosok száma | 133  | 155  | 173  | 166  | 181  | 175  | 337  | 361  | 382  | 392  |
|               | 1869 | 1890 | 1921 | 1950 | 1980 | 2001 | 2017 | 2019 | 2022 | 2024 |